# Virgin (Lorde)
Virgin è il quarto album in studio della cantante neozelandese Lorde, pubblicato il 27 giugno 2025 dall'etichetta discografica Universal Music New Zealand.
Co-scritto e co-prodotto con Jim E-Stack, il disco ha segnato la prima pubblicazione da parte dell'artista dopo Solar Power (2021), proseguendo nella consuetudine di Lorde di pubblicare un nuovo album a distanza di quattro anni del precedente. Il disco è stato accolto positivamente dalla critica specializzata ed ha raggiunto la prima posizione nelle classifiche di Australia, Austria, Nuova Zelanda e Regno Unito.

## Antefatti e descrizione
Le prime indiscrezioni circa nuovo materiale musicale da parte della cantante risale al giugno 2022, quando Lorde ha confermato di aver ripreso a scrivere canzoni pop. L'anno seguente, nell'ambito di un'intervista concessa ad Ensemble, Lorde ha rivelato di avere «una luce accesa dentro di lei» e che era intenzionata a «muoversi il prima possibile» nella direzione di pubblicare un nuovo album. La fine della relazione con Justin Warren, discografico di Universal Music Group con cui Lorde è stata per oltre otto anni, ha ispirato gran parte della stesura dei testi fonte utilizzarla nell'album. La cantante si era riferita alla rottura attraverso una e-mail inviata ai fan nel settembre 2023, notizia direttamente confermata dalla cantante nel 2025 durante un'intervista concessa a Rolling Stone.
Il progetto è stato rivelato il 30 aprile 2025, insieme alla lista dei collaboratori coinvolti sia sul fronte musicale che tecnico. Scritto e prodotto prevalentemente da Lorde e Jim-E Stack, Virgin include contributi musicali da parte di Dev Hynes, Dan Nigro, Fabiana Palladino, Andrew Aged degli Inc. No World e Buddy Ross. Spike Stent e Tom Elmhirst hanno curato il missaggio, mentre la masterizzazione è stata affidata a Chris Gehringer. Rispetto alla scelta di discostarsi da Jack Antonoff, già co-autore e produttore dei precedenti due album Melodrama e il sopracitato Solar Power, Lorde ha commentato di «essersi semplicemente fidata del suo intuito di passare oltre», riferendosi comunque ad Antonoff come un «collaboratore propositivo e di supporto».
La traccia di apertura Hammer, descritta dalla cantante come «un'ode alla vita di città e all'arrapamento», si presenta come «brano vorticoso ed esuberante – non proprio di genere dance, ma uno che minaccia costantemente di trasformarsi in un pezzo dance da un momento all'altro», sottolineandone la natura dinamica e vicina alla musica da ballo. Segue What Was That, che segna un ritorno della cantante al synth pop espresso in Melodrama. Mentre Shapeshifter è stato associato ai lavori di Burial, Man of the Year è stato accostato al brano Solo di Frank Ocean. Entrambe le tracce affrontano il tema dell'identità di genere ed esprimono il desiderio da parte della cantante di non essere incasellata in un'unica evoluzione o identità. Favorite Daughter è incentrata sul rapporto complicato della cantante con la madre. In Current Affairs viene discusso il tema della sessualità e campionato il brano Morning Love di Dexta Dap, il quale, un'intervista concessa a Billboard, ha espresso di aver accolto positivamente la richiesta di campionare un brano del suo repertorio, manifestando apprezzamento sia per Lorde che per il brano.
Clearblue, traccia a cappella costruita attraverso l'impiego del vocoder, trae ispirazione dalle sonorità dell'album 22, A Million di Bon Iver (2016) e racconta l'esperienza di essersi sottoposta a un test di gravidanza. GRWM rievoca l'infanzia di Lorde e pone l'interrogativo rispetto a quando possa sentire di essere una donna adulta, mentre Broken Glass viene catalogato come un brano pop in cui vengono trattati i temi del disturbo alimentare e del dismorfismo corporeo. If She Could See Me Now, una traccia synth-pop reminescente della musica degli anni Ottanta, la vede esorcizzare i suoi demoni in palestra, schernire l'industria musicale e «non ha un grande messaggio per la persona che era, solo il riconoscimento di essere arrivata dove doveva essere»; il brano ricorre all'interpolazione del noto singolo di successo Suga Suga di Baby Bash e Frankie J. Il disco si chiude con David, in cui viene menzionato l'album di debutto Pure Heroine (2013), che si configura come «un'analisi particolarmente toccante delle varie ansie che la tormentano nel corso del disco» e in cui «viene gettata un'ombra sull'intero album, una risposta sussurrata a un giallo implicito, che deve includere anche il suo pubblico all'interno del complesso industriale delle star adolescenti»; è stato anche il primo brano che la cantante ha iniziato a scrivere e l'ultimo ad essere stato completato.

## Titolo e copertina
La copertina, realizzata dalla fotografa tedesca Heji Shin, rappresenta un'immagine radiografica di un bacino con una fibbia di cintura, una cerniera dei pantaloni e un dispositivo intrauterino. Lorde ha dichiarato di considerare la radiografia, la risonanza magnetica e l'ecografia come modi per catturare immagini «tecnologiche ma al tempo stesso mistiche». In un annuncio sul suo sito web, Lorde, che è affetta da sinestesia, ha dichiarato che le immagini di acqua da bagno, ghiaccio, saliva e finestre hanno influenzato la sua decisione di scegliere un «colore» trasparente per l'album, descrivendolo come simbolo di «piena trasparenza». Ha inoltre affermato che Virgin rappresenta il suo tentativo di «creare un documento» che riflettesse la sua femminilità, da lei descritta come «grezza, primordiale, innocente, elegante, aperta di cuore, spirituale e, in parte, maschile».
Lorde ha accennato ai possibili significati del titolo attraverso schermate condivise sul suo profilo Instagram. Ha spiegato che potrebbe rappresentare una donna «non legata a un uomo, […] che è completa in sé stessa», derivando dall'unione di parole latine per uomo (vir) e donna (gyne), collegando così «vergine» al concetto di androginia, oppure a quello di purezza, come nei «metalli vergini». La cantante ha successivamente aggiunto di associare il titolo non alla purezza sessuale, ma a ciò che è essenziale e incontaminato.
L'edizione fisica in vinile dell'album presenta un'immagine dell'inguine scoperto di Lorde attraverso pantaloni trasparenti, fotografata da Talia Chetrit. Per via del suo contenuto esplicito, tale edizione è stata venduta con l'etichetta che segnala avvertenza di supervisione genitoriale per immagini destinate a un pubblico adulto. Alex Greenberger di ARTnews ha scritto che l'immagine «riflette le preoccupazioni più ampie di Virgin riguardo a quanto si dovrebbe rivelare del proprio io interiore, in particolare in relazione al genere», aggiungendo che «evidenzia anche una contraddizione: sebbene Lorde abbia lasciato poco all'immaginazione per quanto riguarda il suo torso, non possiamo comunque percepire aspetti della sua identità di genere».

## Promozione
Il 24 aprile 2025 Lorde ha pubblicato What Was That, singolo apri-pista del disco nonché prima pubblicazione da solista in quattro anni. Un videoclip musicale di accompagnamento è stato filmato nella città di New York ed include spezzoni dell'evento promozionale tenuto a Washington Square Park per celebrare l'uscita del brano. L'evento presso Washington Square Park ha attirato l'attenzione dei media dopo essere stato inizialmente interrotto dalla Dipartimento di polizia della Città di New York a causa del sovraffollamento e della mancanza dei permessi necessari per organizzare un concerto pubblico nella città. La conferma dell'imminente uscita del disco è stata data la settimana successiva.
Il 28 maggio 2025 Lorde ha rivelato la lista tracce del disco. Il giorno seguente è stato estratto come secondo singolo Man of the Year, insieme al rispettivo videoclip. Il 20 giugno ha fatto seguito il terzo singolo Hammer. Due giorni più tardi, Lorde ha presentato l'album in anteprima presso il bar di Brooklyn Baby's All Right nell'ambito di un evento trasmesso anche sulla piattaforma TikTok. Diversi altri eventi promozionali sono stati organizzati nelle città di Auckland, Sydney e Londra.
Il giorno della sua uscita, l'intero disco è stato eseguito dal vivo durante una partecipazione a sorpresa dalla cantante presso l'annuale Glastonbury Festival in Inghilterra. A partire da settembre dello stesso anno, Lorde sarà impegnata con l'Ultrasound World Tour, tournée nelle arene di Nord America, Europa e Oceania fino al febbraio 2026. Gli artisti di apertura includono sia collaboratori di Virgin che altri colleghi musicisti: oltre a Blood Orange, Jim-E Stack e Fabiana Palladino, vengono coinvolti Chanel Beads, Empress Of, the Japanese House, Oklou, Nilüfer Yanya ed Erika de Casier.

## Accoglienza
| Recensione      | Giudizio |
| --------------- | -------- |
| AllMusic        |          |
| Clash           | 9/10     |
| The Guardian    |          |
| The Independent |          |
| NME             |          |
| Paste           | 8.5/10   |
| Rockol          | 8/10     |
| Rolling Stone   |          |

Virgin ha ottenuto recensioni prevalentemente positive da parte della critica specializzata. Su Metacritic, sito che assegna un punteggio normalizzato su 100 in base a critiche selezionate, l'album ha ottenuto un punteggio medio di 82 basato su 20 recensioni, che indica
l'«acclamazione universale».
Jem Aswad di Variety ha apprezzato la «predominanza dell'elettronica» che «si adatta perfettamente ai testi, salendo e scendendo con le emozioni, tirandosi indietro o aumentando l'impatto». Olivia Horn di Pitchfork ha scritto che, sebbene l'album sia «in parte radicato nel passato di [Lorde], è un'ode grintosa, delicata e spesso trascendente alla libertà e alla trasformazione», aggiungendo che «l'intero lavoro è carico di possibilità, meravigliosamente astratto, pronto per essere interpretato. Sembra un portale verso qualsiasi luogo si voglia raggiungere». Rhys Morgan di The Skinny si è invece soffermato nel lodare le doti autorali di Lorde: «pur non esplorando territori completamente nuovi, l'approccio di questo album a intrecci mordaci e a un calore misurato lo consolida come un'opera costantemente avvincente e silenziosamente brillante».
Nel conferire al progetto la massima valutazione possibile, Mary Kate Carr di The A.V. Club ha notato come con Virgin «Lorde favorisca l'utilizzo di un linguaggio maggiormente immediato accostando l'utilizzo del dance pop a momento di introspezione profonda», espediente che lo porta ad essere accostato a Brat di Charli XCX (2024), progetto che «la cantante ha ammesso essere stato una fonte di ispirazione» oltre ad avervi contribuito direttamente incidendo l'acclamato remix della traccia Girl, So Confusing. Matthew Dwyer di PopMatters ha sintetizzato il proprio giudizio positivo sull'album scrivendo che: «la maturità richiede sacrificio, e Lorde lo scopre nel suo quarto album, separandosi dalla persona che il mondo vede e spesso si aspetta. Questi piccoli momenti di accettazione sono una forma di libertà. Senza di essi, il prossimo ostacolo non è mai lontano».
D'altra parte, in una recensione mista, Paolo Ragusa di Consequence ha scritto che «la sfida di Virgin, soprattutto data la sua brevità, è che non riesce a lasciare una forte impressione» perché «anche con la convinzione vocale di Lorde, le melodie spesso mancano di aderenza e tendono a serpeggiare».

## Tracce
Testi e musiche di Ella Yelich-O'Connor e James Harmon Stack, eccetto dove indicato.
1. Hammer – 3:13
2. What Was That – 3:29
3. Shapeshifter – 4:17 (Ella Yelich-O'Connor, James Harmony Stack, Andrew Aged)
4. Man of the Year – 3:00
5. Favourite Daughter – 3:28
6. Current Affairs – 3:18 (Ella Yelich-O'Connor, Fabiana Palladino, Louis Anthony Grandison, Craig Harrisingh, David Harrisingh)
7. Clearblue – 1:57
8. GRWM – 2:35
9. Broken Glass – 3:14 (Ella Yelich-O'Connor, James Harmony Stack, Daniel Nigro)
10. If She Could See Me Now – 2:56 (Ella Yelich-O'Connor, Fabiana Palladino, James Harmony Stack, William DiSerafino, Ronald Ray Bryant, Francisco Javier Bautista Jr., Nathan Perez)
11. David – 3:24

Note
- Current Affairs contiene campionamenti di Morning Love di Dexta Daps.[22]
- If She Could See Me Now contiene interpolazioni di Suga Suga di Baby Bash e Frankie J.[22]

## Formazione
Musicisti
- Lorde – voce, campane a vento (traccia 11)
- Jim-E Stack – sintetizzatore (tracce 1-6, 8-11), batteria (traccia 2), programmatore della batteria (tracce 1-6, 8-10), tastiera (tracce 1-5, 7-11), pianoforte (tracce 2, 3, 8, 9), basso (tracce 3, 4, 6), glockenspiel (traccia 3), drum machine (traccia 5), chitarra elettrica (6), programmatore (7, 11), pianoforte elettrico Wurlitzer (traccia 11)
- Buddy Ross – sintetizzatore (tracce 1, 8, 10), tastiera e pianoforte (traccia 1); programmazione della batteria (traccia 8)
- Dan Nigro – sintetizzatore, chitarra elettrica e basso (tracce 2, 9), pianoforte (traccia 2)
- Andrew Aged – chitarra elettrica (tracce 2, 3, 5, 6, 10), chitarra (traccia 9)
- Rob Moose – arrangiamento delle corde, violino e viola (traccia 3)
- Gabriel Cabezas – violoncello (traccia 3)
- Craig Weinrib – batteria (traccia 3)
- Devonté Hynes – violoncello e basso (traccia 4); sintetizzatore e chitarra elettrica (traccia 5)
- Eli Teplin – pianoforte (tracce 4, 5), tastiera (traccia 4), sintetizzatore (traccia 5)
- Devin Hoffman – basso, chitarra elettrica e chitarra acustica (traccia 10)
- Kyle Crane – batteria (traccia 10)
- Justin Vernon – chitarra elettrica e basso (traccia 11)

Produzione
- Lorde – produzione (tutte le tracce)
- Jim-E Stack – produzione (tutte le tracce), ingegneria del suono (tracce 1-6, 8-11), missaggio (traccia 7)
- Buddy Ross – produzione aggiuntiva (traccia 1), produzione e ingegneria del suono (traccia 8)
- Ian Gold – ingegneria del suono (1, 5, 8, 10), assistenza all'ingegneria del suono (3)
- Mark "Spike" Stent – missaggio (tracce 1-3, 5, 8-11)
- Koby Berman – assistenza all'ingegneria del suono (tutte le tracce)
- Jack Manning – assistenza all'ingegneria del suono (tracce 1, 4, 5, 8), ingegneria del suono (tracce 2, 3, 6, 11)
- Chris Gehringer – mastering (tutte le tracce)
- Will Quinnell – mastering (tutte le tracce)
- Daniel Nigro – produzione (traccia 2), produzione aggiuntiva (traccia 9), ingegneria del suono (tracce 2, 9)
- Rob Moose – ingegneria del suono (traccia 3)
- Tom Elmhirst – ingegneria del missaggio (tracce 4, 6)
- Bailey Kislak – assistenza all'ingegneria del suono (traccia 4)
- Fabiana Palladino – ingegneria del suono (tracce 6, 10)
- Austin Christy – assistenza all'ingegneria del suono (tracce 7, 9)
- Sachi DiSerafino – produzione aggiuntiva (traccia 10)
- Devin Hoffman – ingegneria del suono (traccia 10)
- Kyle Parker Smith – assistenza all'ingegneria del suono (traccia 10)

## Successo commerciale
Negli Stati Uniti d'America, Virgin ha debuttato al secondo posto della Billboard 200 con 71 000 unità vendute, di cui 42 000 pure. Di queste ultime, 31 000 provengono dalla vendita dei vinili, registrando in questo caso il miglior risultato settimanale in carriera per la cantante.

## Classifiche
| Classifica (2025) | Posizione massima |
| ----------------- | ----------------- |
| Australia         | 1                 |
| Austria           | 1                 |
| Belgio (Fiandre)  | 1                 |
| Belgio (Vallonia) | 12                |
| Canada            | 3                 |
| Croazia           | 8                 |
| Danimarca         | 12                |
| Finlandia         | 20                |
| Francia           | 26                |
| Germania          | 3                 |
| Grecia            | 23                |
| Irlanda           | 3                 |
| Islanda           | 15                |
| Italia            | 36                |
| Lituania          | 17                |
| Norvegia          | 22                |
| Nuova Zelanda     | 1                 |
| Paesi Bassi       | 2                 |
| Polonia           | 11                |
| Regno Unito       | 1                 |
| Stati Uniti       | 2                 |
| Svezia            | 14                |
| Svizzera          | 3                 |
| Ungheria          | 21                |